# Andy Griffin
Andrew „Andy“ Griffin  (* 7. März 1979 in Higher End) ist ein ehemaliger englischer Fußballspieler, der vorwiegend in der Abwehr spielte. In seiner aktiven Zeit von 1996 bis 2014 spielte er die meiste Zeit bei Stoke City und wurde in der Nationalmannschaft der U18 und U21 in 9 Länderspielen eingesetzt. Seit 2014 ist er als Trainer tätig.

## Karriere als Spieler

### Stoke City
Griffin begann seine Profikarriere bei Stoke City, wo er sich einen Namen als solider Außenverteidiger erarbeitete. Seine eindrucksvolle Arbeitsweise für „The Potter“ (Spitzname für Stoke City) machte Newcastle United aufmerksam. Schließlich konnten sich Griffin und Newcastle im Januar 1998 auf einen Wechsel einigen. Die Ablösesumme betrug 1,5 Millionen Pfund.

### Newcastle United
Bei Newcastle entwickelte sich Griffin stetig weiter, sodass er in die englische U-21-Nationalmannschaft berufen wurde. Unter Sir Bobby Robson spielte er eine souveräne Saison 2002/03, unter anderem in der UEFA Champions League, wo er das Siegtor gegen Juventus Turin erzielen konnte und so Aufmerksamkeit auf sich ziehen konnte.

### FC Portsmouth
Jedoch wurden seine Leistungen, durch mehrere Verletzungen, der letzten Saison egalisiert. Als sein Vertrag zum Ende der Saison 2003/04 auslief, verlängerte er diesen nicht, sondern wechselte nach 97 Pflichtspielen für Newcastle United, ablösefrei zum FC Portsmouth. Im Sommer 2006 wurde Griffin mitgeteilt, dass er in den Planungen von Harry Redknapp keine Rolle spielen würde Am 19. Januar 2007 wurde er an Stoke City verliehen. Am Ende der Saison 2006/07 kehrte zur Portsmouth zurück. Der Trainer von Stoke City Tony Pulis ließ damals schon anklingen, das er Griffin unbedingt zu Stoke City zurückholen wolle.

### Derby County
Nach drei Jahren in Portsmouth unterzeichnete Andy Griffin am 31. Juli 2007 einen Vertrag mit einer Laufzeit von drei Jahren bei Derby County.

### Rückkehr zu Stoke City
Am 11. Januar 2008 bestätigte Stoke City, dass Griffin in Zukunft wieder für den Klub auflaufen würde. Die Ablöse soll ungefähr 300.000 Pfund betragen haben. Griffin wurde mit einem vier Jahre Vertrag ausgestattet. Bei den Potters erhielt er die Trikotnummer 2. Als am 31. Januar 2008 Stoke Citys Kapitän John Eustace zum FC Watford wechselte, wurde Griffin zum neuen Kapitän ernannt. Griffin beschrieb die Ernennung mit den Worten „proud moment in my career“ (zu deutsch: ein stolzer Moment in meiner Karriere). Kurz nach der Jahreswende 2008/09 verlor Griffin seinen Stammplatz. Zuvor hatte er am 28. Dezember 2008 einen offenen Disput mit seinem Mannschaftskameraden Ricardo Fuller ausgetragen, der Griffin in der Partie gegen West Ham United körperlich angegangen war und die rote Karte erhalten hatte – Griffin verließ später verletzt das Spielfeld und den späteren Verzicht auf Griffin erklärte Trainer Tony Pulis später mit dessen Formschwäche.

### FC Reading
Am 11. Januar 2010 wechselte Griffin für den Rest der Saison zum FC Reading. Er war maßgeblich an der Festigung der Abwehr von Reading in der zweiten Hälfte der Saison 2009/10 beteiligt, in der Reading Anfang Januar aus der Abstiegszone auf den 9. Platz bis zum Ende der Saison aufsteigen konnte. Griffin unterzeichnete am 1. Juli 2010 beim FC Reading einen dauerhaften Zweijahresvertrag. Am 2. Mai 2012, nachdem Reading den Aufstieg in die Premier League gewonnen hatte und Griffin in der Saison 2011/12 nur 9 Ligaspiele bestritten hatte, wurde Griffins Vertrag nicht verlängert.

### Doncaster Rovers
Am 22. Oktober 2012 trat Griffin dem Fußballverein Doncaster Rovers ohne Vertrag bei. Er spielte in der Saison 2012–2013 insgesamt 18 Spielen für Doncaster. Obwohl die Mannschaft den Aufstieg in die Meisterschaft gewann, erhielt Griffin keinen Vertrag.

### FC Chester als Karriereende
Griffin wechselte am 27. März 2014 zum FC Chester, entschied sich aber nach nur vier Einsätzen das aktive Fußballspiel aufzugeben und eine Trainerlaufbahn zu beginnen. Im Sommer 2014 wurde er, im Alter von 35 Jahren, Trainer am Newcastle-under-Lyme College.

## Statistik
| Club             | Saison    | Liga            | Liga     | Liga | FA Cup   | FA Cup | Ligapokal | Ligapokal | Europa   | Europa | andere   | andere | Total    | Total |
| Club             | Saison    | Division        | Einsätze | Tore | Einsätze | Tore   | Einsätze  | Tore      | Einsätze | Tore   | Einsätze | Tore   | Einsätze | Tore  |
| ---------------- | --------- | --------------- | -------- | ---- | -------- | ------ | --------- | --------- | -------- | ------ | -------- | ------ | -------- | ----- |
| Stoke City       | 1996–97   | Erste Division  | 34       | 1    | 1        | 0      | 1         | 0         | —        | —      | —        | —      | 36       | 1     |
| Stoke City       | 1997–98   | Erste Division  | 23       | 1    | 1        | 0      | 4         | 0         | —        | —      | —        | —      | 28       | 1     |
| Stoke City       | Total     | Total           | 57       | 2    | 2        | 0      | 5         | 0         | —        | —      | —        | —      | 64       | 2     |
| Newcastle United | 1997–98   | Premier League  | 4        | 0    | —        | —      | —         | —         | 0        | 0      | —        | —      | 4        | 0     |
| Newcastle United | 1998–99   | Premier League  | 14       | 0    | 3        | 0      | 1         | 0         | 1        | 0      | —        | —      | 19       | 0     |
| Newcastle United | 1999–2000 | Premier League  | 3        | 1    | 0        | 0      | 0         | 0         | 0        | 0      | —        | —      | 3        | 1     |
| Newcastle United | 2000–01   | Premier League  | 19       | 0    | 2        | 0      | 4         | 0         | —        | —      | —        | —      | 25       | 0     |
| Newcastle United | 2001–02   | Premier League  | 4        | 0    | 0        | 0      | 1         | 0         | —        | —      | —        | —      | 5        | 0     |
| Newcastle United | 2002–03   | Premier League  | 27       | 1    | 1        | 0      | 1         | 0         | 11       | 1      | —        | —      | 40       | 2     |
| Newcastle United | 2003–04   | Premier League  | 5        | 0    | 0        | 0      | 1         | 0         | 2        | 0      | —        | —      | 8        | 0     |
| Newcastle United | Total     | Total           | 76       | 2    | 6        | 0      | 8         | 0         | 14       | 1      | —        | —      | 104      | 3     |
| FC Portsmouth    | 2004–05   | Premier League  | 22       | 0    | 1        | 0      | 4         | 0         | —        | —      | —        | —      | 27       | 0     |
| FC Portsmouth    | 2005–06   | Premier League  | 21       | 0    | 0        | 0      | 0         | 0         | —        | —      | —        | —      | 21       | 0     |
| FC Portsmouth    | 2006–07   | Premier League  | 0        | 0    | —        | —      | 0         | 0         | —        | —      | —        | —      | 0        | 0     |
| FC Portsmouth    | Total     | Total           | 43       | 0    | 1        | 0      | 4         | 0         | —        | —      | —        | —      | 48       | 0     |
| Stoke City       | 2006–07   | Championship    | 33       | 2    | 1        | 0      | 0         | 0         | —        | —      | —        | —      | 34       | 2     |
| Derby County     | 2007–08   | Premier League  | 15       | 0    | 0        | 0      | 0         | 0         | —        | —      | —        | —      | 15       | 0     |
| Stoke City       | 2007–08   | Championship    | 15       | 0    | 0        | 0      | 0         | 0         | —        | —      | —        | —      | 15       | 0     |
| Stoke City       | 2008–09   | Premier League  | 20       | 0    | 0        | 0      | 1         | 0         | —        | —      | —        | —      | 21       | 0     |
| Stoke City       | 2009–10   | Premier League  | 0        | 0    | 0        | 0      | 3         | 1         | —        | —      | —        | —      | 3        | 1     |
| Stoke City       | Total     | Total           | 35       | 0    | 0        | 0      | 4         | 1         | —        | —      | —        | —      | 39       | 1     |
| FC Reading       | 2009–10   | Championship    | 21       | 0    | 4        | 0      | —         | —         | —        | —      | —        | —      | 25       | 0     |
| FC Reading       | 2010–11   | Championship    | 33       | 0    | 1        | 0      | 1         | 0         | —        | —      | 3        | 0      | 38       | 0     |
| FC Reading       | 2011–12   | Championship    | 9        | 0    | 0        | 0      | 1         | 0         | —        | —      | —        | —      | 9        | 0     |
| FC Reading       | Total     | Total           | 63       | 0    | 5        | 0      | 1         | 0         | —        | —      | 3        | 0      | 72       | 0     |
| Doncaster Rovers | 2012–13   | League One      | 16       | 0    | 1        | 0      | 0         | 0         | —        | —      | 1        | 0      | 18       | 0     |
| FC Chester       | 2013–14   | National League | 4        | 0    | 0        | 0      | —         | —         | —        | —      | 0        | 0      | 4        | 0     |
| gesamt           | gesamt    | gesamt          | 342      | 6    | 16       | 0      | 22        | 1         | 14       | 1      | 4        | 0      | 398      | 8     |